# Zamach stanu w Iraku (listopad 1963)
Zamach stanu w Iraku w listopadzie 1963 – zamach stanu przeprowadzony w Iraku w listopadzie 1963 przez gen. Abd as-Salama Arifa.
W lutym 1963 partia Baas w porozumieniu z sympatyzującymi z nią oficerami przeprowadziła w Iraku zamach stanu, odsuwając od władzy rząd gen. Abd al-Karima Kasima (został on podczas puczu rozstrzelany). Prezydentem Iraku został gen. Abd as-Salam Arif, nienależący do partii Baas, ale cieszący się wśród jej członków szacunkiem z uwagi na wiek, poglądy panarabskie i wcześniejszy udział w irackiej rewolucji w 1958. Premierem Iraku został natomiast baasista Ahmad Hasan al-Bakr.
Po zdobyciu władzy w irackiej partii Baas niemal natychmiast pojawiły się podziały ideologiczne i personalne między skrzydłem radykalnym, na czele którego stał Ali Salih as-Sadi, i bardziej umiarkowanym, z al-Bakrem, Salihem Mahdim Ammaszem i Hazimem Dżawadem. Chaos wewnątrz partii wykorzystał Abd as-Salam Arif. Zdołał on przekonać oficerów należących do partii Baas co do konieczności odsunięcia od władzy skłóconych polityków cywilnych. Jego plany poparli należący do partii Baas naczelny dowódca armii irackiej gen. Tahir Jahja oraz dowódca sił powietrznych gen. Hardan at-Tikriti. Arif zmobilizował również te jednostki, którymi dowodzili ludzie związani z nim osobiście lub poprzez przynależność do tego samego klanu. 18 listopada rano w ciągu kilku godzin wierne mu siły opanowany kluczowe punkty w Bagdadzie. Skonfliktowani politycy nie byli w stanie przeciwstawić się przewrotowi. Przez pięć dni trwały natomiast walki uliczne między oddziałami kierowanymi przez Arifa a paramilitarną Gwardią Narodową działającą w strukturze partii Baas, dowodzoną przez Munzira al-Wandawiego. Przed ustaniem walk doszło do szeregu aktów przemocy i samosądów dokonywanych na członkach Gwardii Narodowej, która podczas kilkumiesięcznych rządów partii Baas budziła w społeczeństwie wyjątkowy strach.
Abd as-Salam Arif ustanowił w Iraku własne rządy autorytarne, jedynie dla pozoru utworzył Radę Dowództwa Rewolucji złożoną z wojskowych, sam zresztą został jej przewodniczącym. Opierał się głównie na armii, poza tym otaczał się politykami o przekonaniach nacjonalistycznych i panarabskich, całkowicie usunął z elity władzy baasistów. Utworzył system władzy oparty na powiązaniach nieoficjalnych i osobistej lojalności nie wobec instytucji, a wobec własnej osoby. Na kluczowe stanowiska w wojsku powołał wielu swoich krewnych. Pozostał prezydentem i nadał sobie nadzwyczajne prerogatywy, które oficjalnie miały służyć przywróceniu w kraju porządku. Został także naczelnym dowódcą sił zbrojnych. W celu zapobieżenia przewrotom w przyszłości utworzył specjalną, podległą prezydentowi jednostkę – Gwardię Republikańską. System władzy ukształtowany przez Arifa utrzymał się w postaci zasadniczo niezmienionej do jego śmierci w wypadku w kwietniu 1966.